# Antony Blinken
Antony John Blinken (født 16. april 1962) er en amerikansk regeringsembedsmand og diplomat, der under den amerikanske præsident Joe Biden den 26. januar 2021 blev udnævnt som den 71. amerikanske udenrigsminister, et hverv han fortsat bestrider. Han har tidligere fungeret som stedfortrædende national sikkerhedsrådgiver fra 2013 til 2015 og vicestatssekretær fra 2015 til 2017 under Barack Obama.
Under Bill Clinton tjente Blinken i udenrigsministeriet og i ledende positioner i det nationale sikkerhedsråd fra 1994 til 2001. Han talte for invasionen af Irak i 2003, mens han fungerede som den demokratiske stabsdirektør for senatets udenrigsrelaterede komité fra 2002 til 2008.
Blinken var med til at udarbejde amerikansk udenrigspolitik vedrørende Mellemøsten, med særlig fokus på Afghanistan, Pakistan, og den iranske nukleare aftale. Efter at have forladt regeringstjenesten – og inden han optog statssekretærposten i 2021 – arbejdede Blinken i den private sektor.

## Baggrund
Antony Blinken blev født i Yonkers i delstaten New York den 16. april 1962 som søn af jødiske forældre Judith og Donald Blinken. Han voksede op i en familie af amerikanske diplomater: faren var ambassadør i Ungarn mens onklen var ambassadør i Belgien.
Blinken gik på Dalton-skolen i New York City, inden han i 1971 flyttede efter sine forældres skilsmisse til Paris med sin mor Judith og hendes nye ægtefælle.
I Paris gik han på École Jeannine-Manuel, en tosproget skole hvor undervisningen holdes både på fransk og engelsk. I 1980 tog han Baccalauréat-eksamenen, hvilket markerer i Frankrig slutningen af Lycée-uddannelsen.
Fra 1980 til 1984 gik han på Harvard University, hvor han fik Bachelor i samfundsvidenskab.